# Lonely Hearts
Lonely Hearts è un film noir del 2006, diretto da Todd Robinson.
Il film è basato sulla vera storia di Elmer C. Robinson, il poliziotto che diede la caccia a Martha Beck e Raymond Fernandez, gli assassini dei "cuori solitari" negli anni quaranta.
Sullo stesso soggetto, vennero realizzati i film I killers della luna di miele (1970) di Leonard Kastle e Profundo carmesí (1996) di Arturo Ripstein.

## Trama
Alla fine degli anni ’40, i poliziotti Elmer Robinson e Charles Hildebrandt vengono chiamati nell’appartamento di una giovane donna che ha tentato il suicidio tagliandosi le vene. Robinson, ancora tormentato dal suicidio della moglie, vede in questo caso un’occasione per riscattarsi. Anche se tutto fa pensare a un gesto disperato, qualcosa non lo convince, e decide di indagare, nonostante l’opposizione del collega.
Ben presto scopre l’esistenza di Raymond “Ray” Fernandez Martinez, un truffatore sentimentale che adesca donne sole rispondendo alle loro inserzioni sui giornali, solo per derubarle. Quando Ray conosce Martha Beck, un’infermiera dal passato complicato, la truffa si trasforma in qualcosa di molto più oscuro: l’omicidio. I due, fingendosi fratello e sorella, iniziano a truffare insieme donne in cerca d’amore. Ma Martha, gelosa e possessiva, arriva a uccidere una delle vittime, Janet, proprio mentre è a letto con Ray. Dopo il delitto, Martha mostra il suo lato più freddo e calcolatore: nasconde il corpo e cerca di eliminare ogni traccia.
Anche se la polizia si mette sulle loro tracce, la coppia riesce inizialmente a far perdere le proprie tracce. Tuttavia, sotto il pavimento dell’appartamento, gli investigatori trovano tracce di sangue. Ray, ormai completamente soggiogato da Martha, inizia a uccidere anche lui. Dopo una discussione con Martha, spara a Delphine, una madre single rimasta incinta di lui. Martha aveva già tentato di avvelenarla, gelosa del legame che si stava creando. Mentre cerca di sbarazzarsi del corpo, Ray uccide anche un poliziotto che lo riconosce, ma lascia indizi dietro di sé.
Nel frattempo, Martha manifesta il desiderio di avere un figlio e una vita “normale”. Tenta di legarsi alla figlioletta di Delphine, ma la bambina rifiuta ogni affetto. Anche lei, tragicamente, viene uccisa. Le indagini di Robinson e Hildebrandt arrivano a un punto di svolta: Martha e Ray diventano sempre più imprudenti. I due poliziotti li arrestano proprio mentre stanno per fuggire. Nella casa di Delphine, Robinson trova il corpo della bambina nascosto nella cassa di un triciclo, regalo recente della coppia. Vengono ritrovati anche i corpi di Janet e Delphine, uno nel locale caldaia, l’altro cementato nel capanno.
Durante l’interrogatorio, Martha confessa che tutto è stato fatto in due: Ray le apparteneva e, per amore, aveva ucciso. Per amore, sarebbero morti insieme. Alla fine, entrambi vengono condannati alla sedia elettrica. Ray è in lacrime e si dispera, mentre Martha affronta l’esecuzione con freddezza, e, mentre lo raggiunge per l’ultimo viaggio, commenta: “Sento l’odore di Ray”. Il caso, che Robinson aveva definito una vera e propria “fogna”, lo segna profondamente. Nell’ultima scena, lo vediamo ricominciare a occuparsi del figlio, cercando di ricostruire un legame familiare.

## Produzione[2]
Elmer C. Robinson, il poliziotto che nella realtà ha condotto le indagini che portarono all'arresto dei due assassini seriali e che nel film è interpretato da John Travolta, era il nonno di Todd Robinson, regista del film.
L'album di ritagli di giornale che si vede durante i titoli iniziali del film è effettivamente quello che la nonna del regista, morta suicida, teneva con le foto e gli articoli dedicati al lavoro del marito.
Nei titoli di coda compare la dedica a Edward E. Robinson, padre del regista, che nel film è interpretato dal giovane Dan Byrd.

## Riconoscimenti
- 2006 - Austin Film Festival
  - Miglior attore (Jared Leto)